# Gråhakedopping
Gråhakedopping (Podiceps grisegena) är en vattenlevande flyttfågel som förekommer i den tempererade regionen på norra halvklotet. Arten, vars närmsta släkting är skäggdoppingen, tillhör den distinkta ordningen doppingfåglar och placeras i den ordningens geografiskt mest spridda släkte Podiceps (Doppingsläktet). Gråhakedoppingen delas in i två underarter, den västpalearktiska nominatformen och den något större P. g. holbollii som förekommer i Nordamerika och östra Sibirien. Arten övervintrar till största delen i lugnt vatten utmed havskuster, precis utom räckhåll för vågorna, men vissa övervintrar även på större sjöar. Den föredrar att häcka vid grunda vegetationsrika sötvatten som sjöar, våtmarker och dammar. 
Gråhakedoppingen är något mindre och kompaktare än skäggdoppingen med en kortare och grövre hals. Vintertid har den en mestadels mörkgrå och gråvit fjäderdräkt, med inslag av ljusbrunt, medan den under häckningssäsongen har en distinkt rödbrun hals, svart hätta och kontrasterande ljusgrå kind och strupe. Den har en komplicerad parningslek som bland annat omfattar höga läten. När de väl har bildat par bygger de ett bo av material från vattenväxter som placeras ovanpå flytande vegetation. 
Som alla doppingar är gråhakedoppingen en god simmare, en exceptionellt snabb dykare och reagerar på fara genom att dyka, snarare än att flyga sin väg. Fötterna är placerade långt bak på kroppen, nära stjärten, vilket gör den klumpig på land. Den dyker efter fisk eller snappar efter insekter. Den sväljer även egna fjädrar, förmodligen för att skydda matsmältningssystemet. Statusen för de båda underarterna kategoriseras av Internationella naturvårdsunionen (IUCN) som livskraftig, och den globala populationen är stabil eller ökande.

## Systematik
Gråhakedoppingen beskrevs taxonomiskt första gången 1783 av Pieter Boddaert under namnet Colymbus grisegena. Han placerade arten i den för tiden etablerade ordningen Colymbiformes som omfattade doppingar och lommar, och ibland även vissa alkor. 1787 beskrev John Latham släktet Podiceps vars namn härstammar ifrån latinets podicis, vilket ungefär betyder "kloaköppning " och pes som betyder "fot", och refererar till doppingarnas placering av fötterna nära stjärten. Artepitetet grisegena härstammar från latinets griseus (grå) och gena (kind) och refererar, precis som dess svenska trivialnamn, till huvudteckningen hos den adulta fågeln i häckningsdräkt.
Doppingarna är en distinkt grupp med små till medelstora vattenlevande fåglar, som skiljer sig anatomiskt ifrån alla andra grupper med fåglar och som bland annat har flikar mellan tårna istället för simhud. Länge trodde man att de var besläktade med lommarna men 1935 visade ornitologen Max Stolpe att dessa båda gruppers likheter beror på konvergent evolution. Numera separeras grupperna och doppingarna kategoriseras som den egna ordningen Podicipediformes. Molekylära, morfologiska och ekologiska studier har visat att doppingarnas närmsta idag levande släktingar utgörs av flamingorna.
Doppingarna delas upp i ett flertal släkten, där det geografiskt mest spridda är Podiceps med nio arter, varav en är nyligen utdöd. Gråhakedoppingens närmsta släkting är skäggdoppingen som förekommer i Europa och västra Asien. Det är möjligt att gråhakedoppingen utvecklades i Nordamerika för att senare sprida sig till Europa, där förändringen av föda till att även inkluderar insekter gjorde att konkurrensen minskade i förhållande till den enbart fiskätande större släktingen skäggdoppingen. Fossil av gråhakedopping ifrån mellersta pleistocen har återfunnits i Italien.
Gråhakedoppingen delas upp i två underarter:
- vanlig gråhakedopping[11] P. g. grisegena – nominatformen förekommer i Europa och västra Asien
- större gråhakedopping[11] P. g. holbollii (tidigare holboelii) Reinhardt, 1854 – förekommer i Nordamerika och östra Sibirien. Dess underartsepitet har den fått för att hedra dansken Carl Peter Holbøll som beskrev ett antal av Grönlands fåglar. Den östasiatiska populationen har en något mindre näbb än den amerikanska formen, men skillnaden är för liten för att den skulle delas upp i ytterligare en underart.[12]

## Utseende, fältkännetecken och läte
Gråhakedoppingen är en medelstor dopping som är mindre och kompaktare än skäggdoppingen och de båda nordamerikanska svandoppingarna (Aechmophorus). Som adult mäter nominatformen 40–46 centimeter på längden och den väger 692—925 gram. Svensson et al. (2009) uppger inte ett vingspann för gråhakedoppingen medan Snow & Perrin (1998) uppger ett vingspann på 77—85 centimeter. Men då Svensson et al. 2009 uppger ett vingspann på 59–73 centimeter för den större skäggdoppingen (med en kroppslängd på 46–51 centimeter), indikerar detta att Snow & Perrin uppger ett mått som uppmätts genom att infångade fåglars vingar sträcks ut, och att detta mått är större än det största spann som fågeln kan uppnå i naturen när den flyger. Blomdahl et al. 2003 uppger samma vingspann för båda arterna, 59–73 centimeter. I häckningsdräkt har arten svart hjässa som sträcker sig nedanför ögat, mycket ljust grå kind och strupe, en rödbrun hals, grå ovansida och vit undersida. Ögat är mörkbrunt och den långa spetsiga näbben är svart med gul bas.

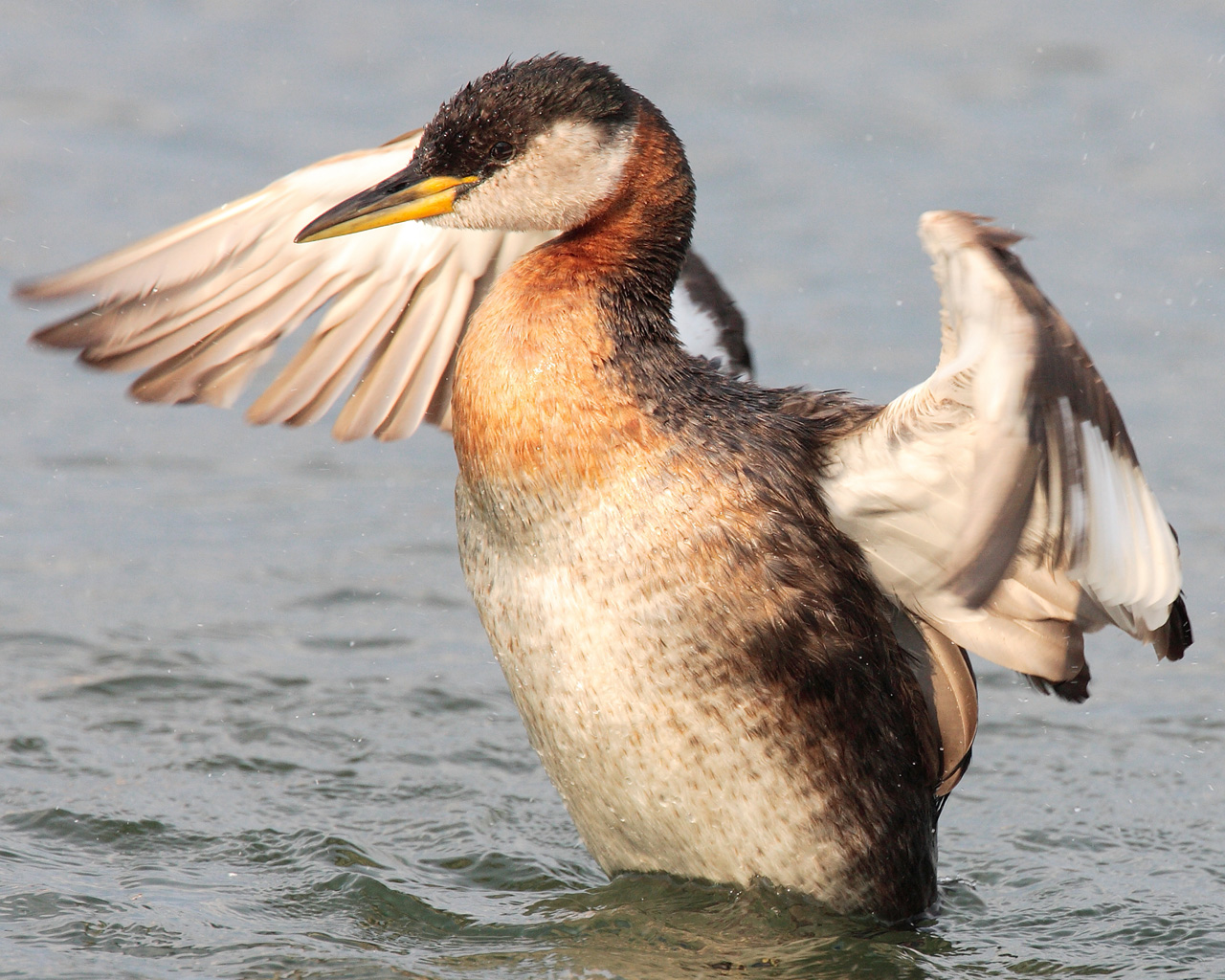
Adult gråhakedopping av den amerikanska underarten.

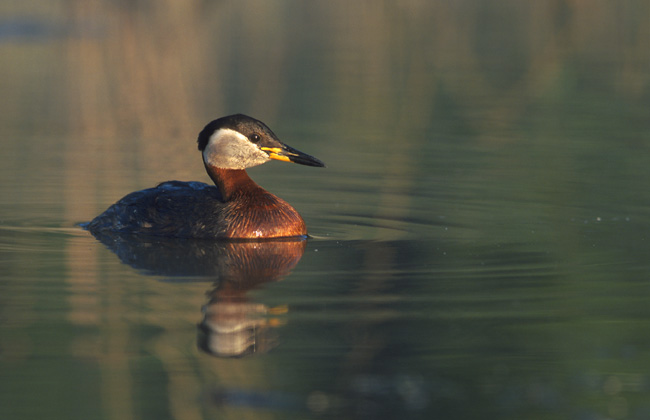
Adult i sommardräkt av nominatformen. Nominatformen är något mindre och har kortare näbb med mindre gult, än den amerikanska underarten.

Vinterdräkten hos gråhakedoppingen är mörkare och mer kontrastlös än hos andra doppingar. Dess mörka hjässa är mindre definierad och övergår i det övrigt gråa ansiktet, medan en ljus halvmåneformad linje bakom örontäckarna kontrasterar mot resten av huvudet. Halsens framsida är vitaktig eller ljust grå, medan baksidan är mörkare grå och näbbasen inte lika kraftfullt gul som på sommaren.
Fjäderdräkten hos de båda könen är lika men i genomsnitt är honan något mindre än hanen. Dunungarna har ett kontrastrikt strimmigt huvud och bröst i vitt och svart, och juvenilen har ett strimmigt ansikte, diffus mörk hjässa, ljust röd hals och mycket gult på näbben.
Underarten P. g. holbollii är större än nominatformen och mäter som adult i genomsnitt 43—56 centimeter och väger 750—1 600 gram. Ogilvie & Rose (2002) uppger ett vingspann på 61—88 centimeter, men se kommentar om vingspann ovan. Fjäderdräkten hos de båda underarterna är liknande men holbollii har en längre mer gulfärgad näbb, där vissa individer uppvisar en nästan helt gul näbb i häckningsdräkt. Storleksskillnaden mellan könen är också större än hos nominatformen.
Gråhakedoppingen flyger med halsen utsträckt och med de stora fötterna bakom kroppen, vilket ger en utdragen siluett. Vingarna är placerade på mitten av kroppen och den håller oftast huvud och fötter i nivå, men kan hänga mer med huvudet. När vingspetsarna når sin lägsta punkt hänger den med huvud och fötter vilket ger den ett kutryggigt intryck. De relativ små, smala vingarna är mörkgrå med vita armpennor och vita mindre täckare, men mängden vitt varierar mellan individer. I flykten slår den mycket snabbt med vingarna.
Erik Rosenberg avslutar artbeskrivningen i sin "Fåglar i Sverige" med omdömet "Allt som allt är han en mycket vacker fågel".

### Förväxlingsmöjligheter med andra arter
Gråhakedoppingen är omisskännlig i sin häckningsdräkt men mindre distinkt i sin vinterdräkt och kan då förväxlas med liknande arter. Den är större än svarthakedoppingen, med en proportionellt grövre näbb och med ett grått, snarare än vitt ansikte. Den är närmre i storlek med skäggdoppingen men den senare har längre hals med en tydligare kontrasterande huvudteckning, och uppvisar alltid ett vitt parti ovanför ögat. I flykten gör placeringen av vingarna på mitten av kroppen att gråhakedoppingen ger ett mer balanserat intryck än skäggdoppingen, och de hänger aldrig så mycket med huvudet som skäggdoppingen.
Flygande på håll kan svarthakedoppingen påminna om gråhakedoppingen. Svarthakedoppingen är tydligt mindre men har samma proportioner, och har också genomgående mörk fjäderdräkt. Till skillnad från gråhakedoppingen flyger svarthakedoppingen mer som en alka och på flytten lyfter den ofta, för en kort stund, huvudet och ibland även fötterna vilket ger den en annorlunda siluett. Den tenderar att göra ett litet hopp när den dyker till skillnad från skäggdoppingen.

### Läte
Gråhakedoppingen är en av de mest talföra doppingarna under häckningssäsongen, men är likt de andra doppingarterna till största delen tyst under resten av året. Under spelet är den högljudd med grova upprepade "gahrk", och jämrande "aauooooh", som antingen yttras av ensamma fåglar eller i duett, både nattetid och dagtid, och ofta ifrån ett skyddat läge. Lätena kan slå över i grislika skrin, som påminner om vattenrallens men är ljudligare, längre och grövre. Utöver detta har de en rad olika läten och de individuella skillnaderna är stora.

## Utbredning

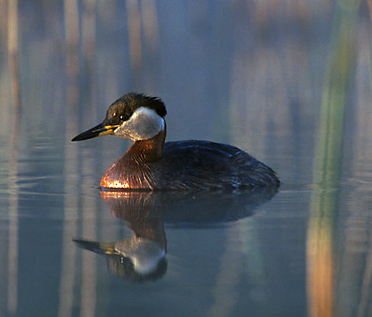
En adult gråhakedoping av nominatformen i häckningsdräkt.

Gråhakedoppingen är en flyttfågel som övervintrar utmed kusten. Nominatformen häckar från Danmark och Sverige och österut genom centrala och östra Europa till västra Sibirien. Den övervintrar framförallt i Nordsjön och Östersjön, med ett mindre antal i Adriatiska havet, Svarta havet, Kaspiska havet och Medelhavet, men även på större sjöar i inlandet.
P. g. holbollii häckar i östra Sibirien till Kamtjatka och söderut till Hokkaidō och västerut till Mongoliet, och i Nordamerika i Alaska, västra och centrala Kanada, och i norra USA så långt österut som Minnesota. Mer än 70 procent av de nordamerikanska gråhakedoppingarna häckar i Kanada. De asiatiska beståndet övervintrar utmed kusten, från Japan till Östkinesiska sjön, och de amerikanska beståndet övervintrar vid Stilla havet, främst från södra Alaska till British Columbia (med ett mindre antal så långt söderut som Kalifornien), och i Atlanten från Newfoundland och Labrador till Florida. Under år då de Stora sjöarna är tillräckligt isfria övervintrar vissa individer även där.
Vintertid uppträder arten sällsynt i Israel, Afghanistan, Pakistan och Indien.
Gråhakedoppingen föredrar ett tempererat inlandsklimat, och dess häckningsframgångar är mindre nära kusten och i subarktisk eller varma tempererade områden. Den förekommer främst i låglandsområden och häckar oftast under 100 meters höjd över havet, men det finns observationer av häckning på 1800 meters höjd i Turkiet.

### Förekomst i Sverige
I Sverige finns det två huvudområden där fågeln häckar. Ett sydligt i Skåne och ett nordligt i Norrbottens och Västerbottens kustland. Den förekommer även som häckfågel på Öland, vid Hornborgasjön i Västergötland och vid sjön Tåkern i Östergötland. Den skandinaviska populationen flyttar i augusti till oktober främst till Nordsjökusterna, och återvänder till de sydliga häckningsplatserna i mars–april och når sina nordligaste häckningsplatser i maj.

## Ekologi
Då gråhakedoppingen har en relativt liten vingyta kan den inte lyfta direkt från land utan behöver en ganska lång springtur över vattenytan, för att få upp hastigheten innan den kan ta till vingar. Likt alla doppingar är den en mycket skicklig dykare och använder fötterna för att få fart under vattnet. För att styra under vattnet vrider den på fötterna.
Vintertid uppträder gråhakedoppingen oftast enstaka och bildar sällan flock, men under flytten kan flockar på över 2 000 individer uppträda vid speciellt fördelaktiga uppsamlingsområden. Gråhakedoppingen är den dopping som har störst sannolikhet att uppträda i flock under flytten och flygande flockar på runt tio individer är inte ovanligt. Arten flyttar främst nattetid, men det kan även ske dagtid, speciellt när den passerar större vatten.

### Biotop

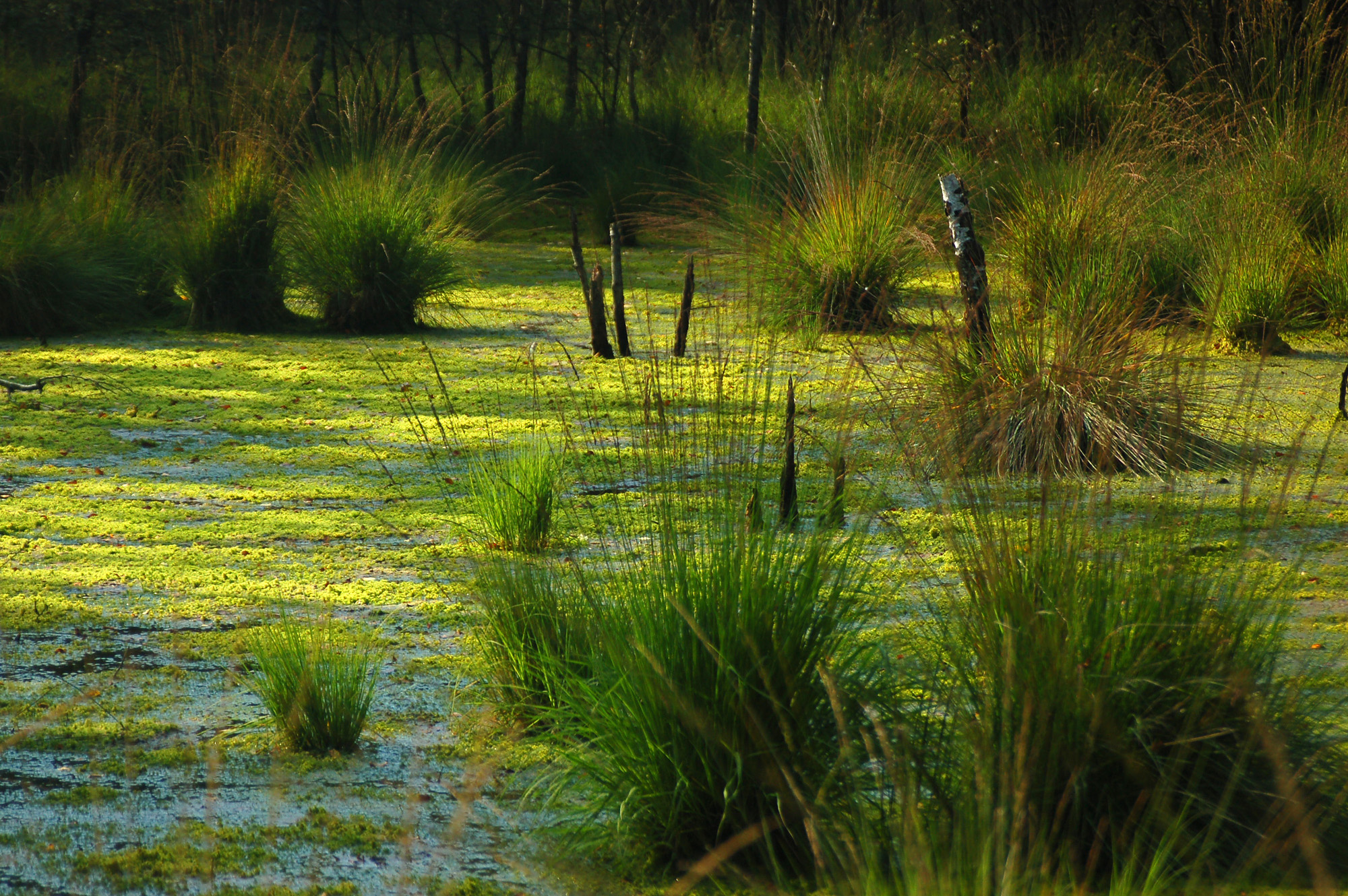
Häckningsområdet måste ha uppstickande vattenvegetation.

Gråhakedoppingen häckar i grunda näringsrika slättsjöar, i vikar vid större sjöar, i våtmarker, dammar, i vikar i älvar och åar och andra inlandsvatten, som ofta är mindre än 3 ha och grundare är 2 meter, och som har mycket uppstickande vattenväxter som vass och dylikt.. Den föredrar vatten belägen i skogsmark och längre norrut i buskmark på tundra. Den amerikanska underarten är mindre bunden till habitat med mycket uppstickande vattenväxter och häckar ibland i ganska öppna sjöar.
Gråhakedoppingen övervintrar till havs, oftast i havsvikar och flodmynningar, men även längre ute till havs vid grunda bankar eller öar där det finns tillgång till fisk på lagom djup. På flytten och i vinterkvarter föredrar den havsområden med djup på 15 meter, där det finns sand- eller grusbotten med spridda stenar och områden med sjögräs.

### Häckning och mortalitet
Gråhakedoppingen är revirhävdande och häckar vanligtvis som enstaka par med minst 50 meter till närmsta häckande granne. I mindre sjöar förekommer det oftast bara ett par men i större vatten där häckningsförutsättningarna är optimala förekommer det även löst sammanhållna kolonier där upp till ett tjugotal par kan försvara ett gemensamt revir. Flytande vegetationsmattor som helt saknar kontakt med stranden är en sådan optimal häckningsplats. Sådana habitat är säkra från de flesta predatorer och tillräckligt stora för att erbjuda visst vind- och vågskydd, och där häckar arten tätare än strandhäckande par. Par som häckar i dylika kolonier lägger fler ägg, som kläcks tidigare på säsongen och resulterar i större kullar. Reviret försvaras med olika typer av avskräckningsbeteenden, som att fälla ut vingarna, krypa ihop och hacka med näbben i luften. Kolonihäckande par är mer aggressiva, mindre benägna att lämna boet ovaktat och den förälder som inte ruvar visar större tendens att förflytta sig längre sträckor bort från boet. Häckning sker ofta i anslutning till trutar eller andra kolonihäckande sjöfåglar.

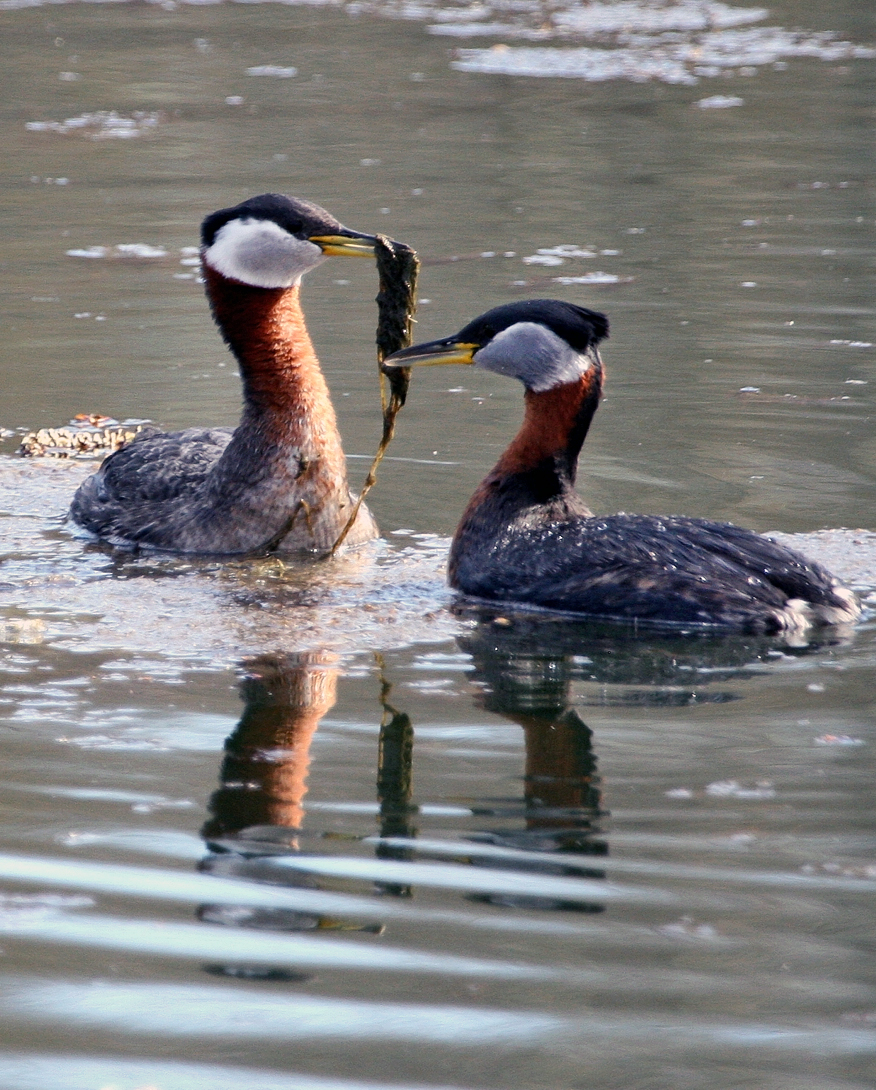
Gåvor ingår i gråhakedoppingens parningslek.

Paret är monogamt och parbildning sker från april till maj, antingen under flytten eller på häckningsplatsen. Parbildningen inleds med en mycket ljudlig uppvaktning. Uppvaktningsritualerna är mycket utstuderade med huvudskakningar, hopkrupen kroppsställning, parallella rusningar över vattenytan och gåvor i form av sjögräs eller annan vattenvegetation. Ritualen avslutas med att paret "dansar" bröst mot bröst, ute på vattnet med upprätt kroppshållning och uppsträckta halsar.
Som alla doppingar häckar gråhakedoppingen i närheten av vatten. Eftersom den inte kan röra sig speciellt bra på land, då dess ben sitter för långt bak på kroppen, nyttjar den vattnet för att kunna sätta sig i säkerhet vid fara. Dock häckar den oftare längre in i vassbälten än andra doppingar. Vid vilken ålder som gråhakedoppingen först häckar är inte känt. Hanarna anländer oftast först till häckningsområdet och börjar hävda reviret. Honorna brukar anlända 3–4 dagar senare. De bygger boet tillsammans. Boet består av en flytande plattform som byggs av vattenväxter som rycks loss från botten varvat med gröna växtdelar och förankras i undervattensvegetation. Boet placeras där vattendjupet är 0,5—0,75 meter, och merparten av bomaterialet ligger under vattenytan. I Europa lägger den sina ägg främst mellan mitten av april till maj, och något senare, från mitten av maj till juni i Nordamerika. Föräldrarna kan lämna boet under längre perioder under natten, möjligtvis för att inte boet ska röjas, eller för att inte själv röjas för nattaktiva predatorer. Äggen verkar inte påverkas negativt av föräldrarnas frånvaro.

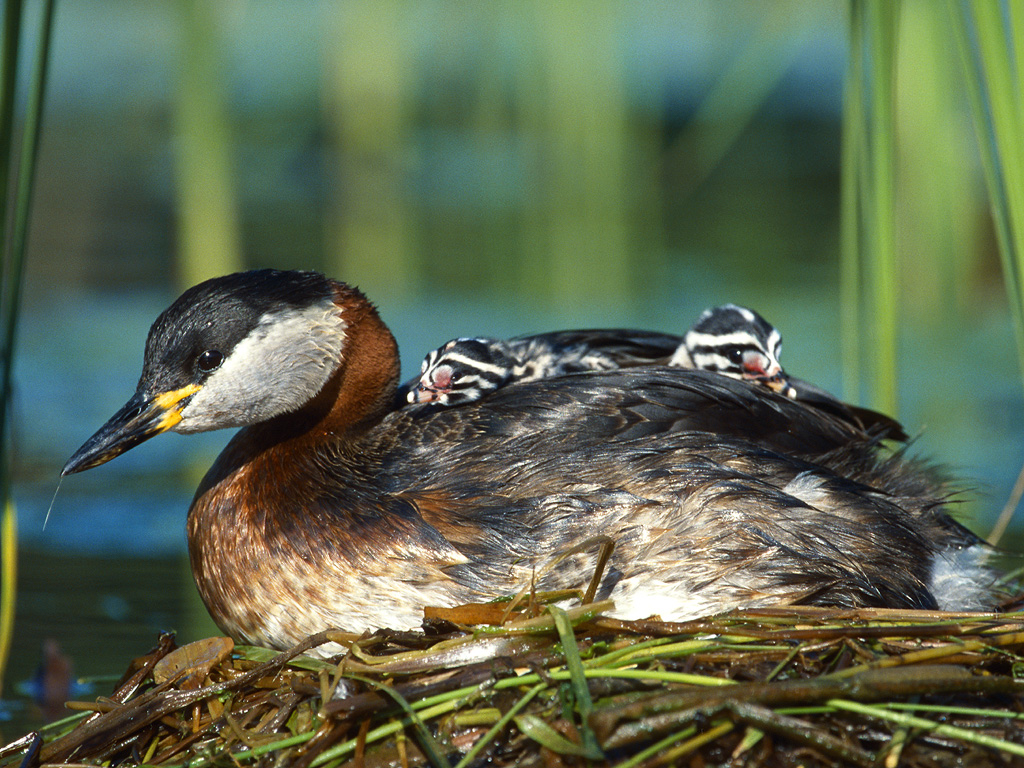
Ungar på ryggen av sin förälder.

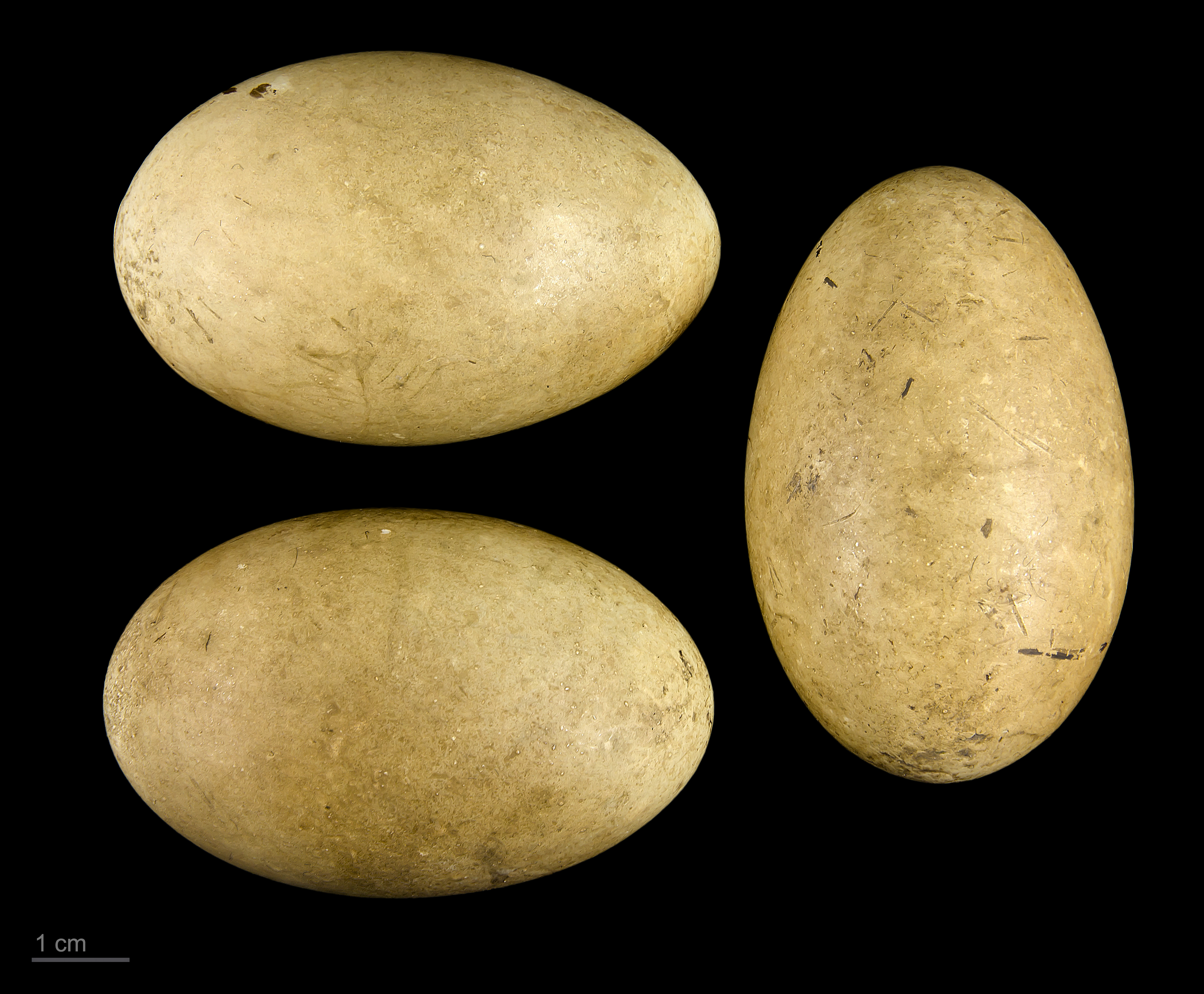
Podiceps grisegena

Gråhakedoppingen lägger vanligtvis fyra till fem ägg, men kullar med en till nio har observerats. Äggen är mattvita eller ljusblå och mäter i snitt 3,4 centimeter på bredden, 51 centimeter på längden och väger cirka 30,5 gram, där 10 procent utgörs av skalet. Äggen är mer långsträckt och spolformig än hos andra doppingar. Båda föräldrarna turas om att ruva äggen i 21—33 dagar och ungarna kläcks som dunklädda borymmare som genast klättrar upp på föräldrarnas ryggar, där de tillbringar mesta tiden tills de är 10—17 dagar gamla. Ungarna kan födosöka tillsammans med sina föräldrar så länge som 54 dagar efter att de är flygga, och kan flyga efter 50—70 dagar efter kläckningen. Kullen kan delas upp så att varje förälder tar hand om några av ungarna.
Efter häckningen ruggar de adulta sin vingpennor och blir därför flygoförmögna under en period. När vingpennorna är färdigruggade påbörjas flyttningen. Gråhakedoppingen lägger vanligtvis en kull per häckningssäsong men en andra kull kan läggas om den första har förlorats och då kan häckningsperioden förlängas till juli eller augusti.
Äggen kan förstöras och ungarna kan dödas av en rad olika predatorer, inklusive tvättbjörn i Nordamerika och kråka i Europa. Gädda kan ta simmande ungar. I genomsnitt överlever 0,65 ungar de fyra första månaderna, medan mortaliteten hos adulta individer är okänd. Arten försöker oftast undgå rovfåglar genom att dyka. Under födosök dyker gråhakedoppingen under kortare perioder än 30 sekunder, medan dyk då de försöker ungå rov, kan vara mycket längre.

### Födosök
I häckningsområdet lever gråhakedoppingen framförallt av ryggradslösa djur vilket omfattar larver av vatteninsekter, som skalbaggar och trollsländor, men även kräftor och blötdjur. Fisk som nors kan lokalt, eller under vissa delar av säsongen utgöra en viktig födokälla, speciellt för den amerikanska underarten, och kräftdjur kan utgöra upp till 20 procent av doppingens föda. De som häckar vid kusten flyger ofta till sjöar eller andra inlandsvatten för att födosöka.

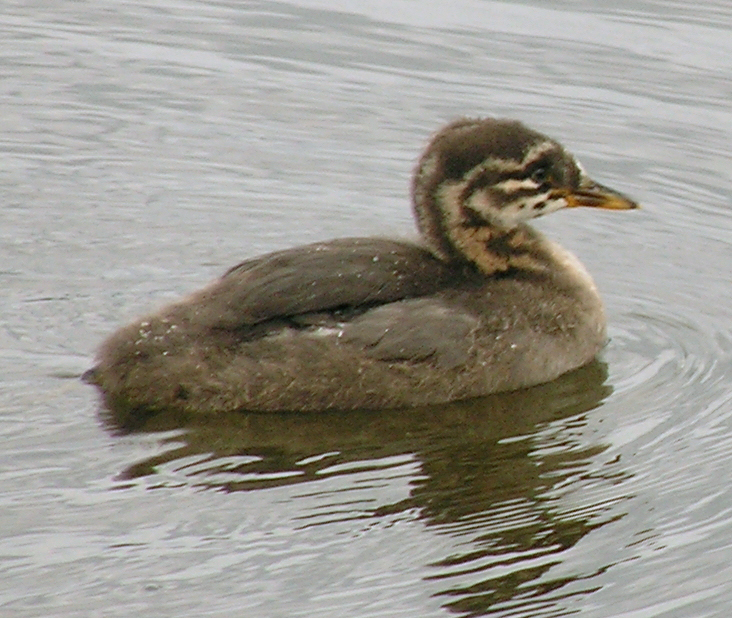
Ungarna föds upp av föräldrarna under flera veckor.

Vattenlevande byten fångas under dyk eller simmande från ytan med huvudet under vattnet. Landlevande insekter och dess larver plockas från vegetation. Den lokaliserar sina byten med synen. Det europeiska beståndet, som konkurrerar om fisken med den större skäggdoppingen äter proportionellt mer ryggradslösa djur än den mer långnäbbade amerikanska underarten, men vintertid äter båda underarter främst fisk. Populationerna av nominatformen, som lever i de nordligaste häckningsområdena i Finland och Ryssland, som ligger utanför skäggdoppingens utbredningsområde, har en smalare näbb än de som lever längre söderut, vilket återspeglar att de i större utsträckning lever av fisk när de slipper konkurrensen från sin nära släkting. Om det finns ont om mat kan föräldrarna överge de okläckta äggen eller låta de svagaste ungarna svälta.
Som andra doppingar sväljer gråhakedoppingen stora mängder av sina egna fjädrar, som stannar kvar i magen. Fjädrar sväljs inte bara av de adulta fåglarna när de putsar sig, utan även ungarna matas med fjädrar, ibland redan efter några dagar efter att de kläckts. Dessa fjädrar bryts ned och bildar en filtliknande oformlig massa. Funktionen för detta är fortfarande okänt, men det har föreslagits att massan skulle skydda fåglarnas nedre delar av matsmältningssystemet från ben och andra hårda osmältbara material.

## Status och hot

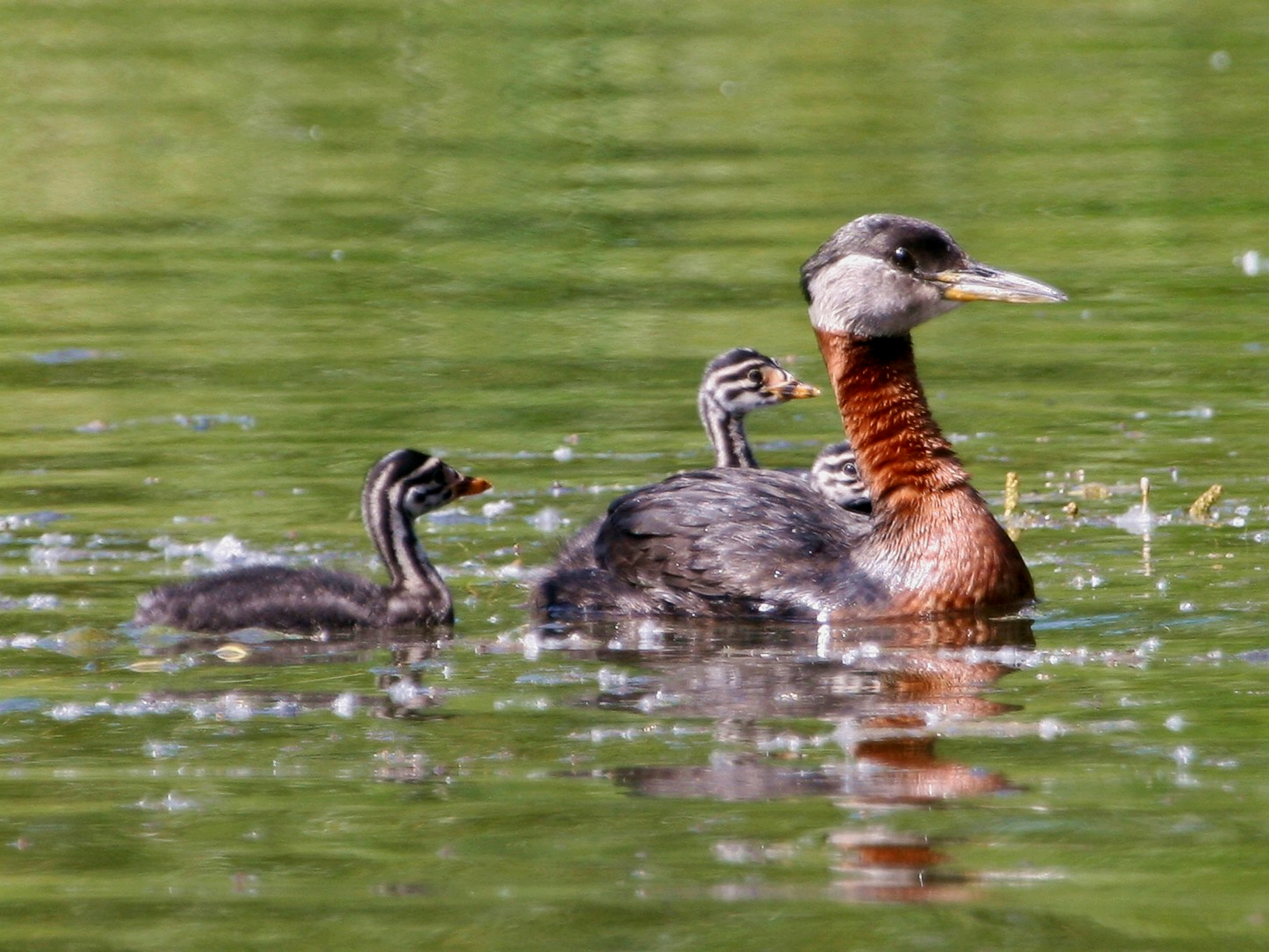
Adult med ungar.

Gråhakedoppingen har ett stort utbredningsområde som uppskattas till 1—10 miljoner kvadratkilometer och en global population på 150 000—370 000 individer, där underarten P. g. holbollii har en ungefär dubbelt så stor population som nominatformen. Populationsutvecklingen har inte beräknats men trenden bedöms inte vara minskande. Utifrån dessa kriterier kategoriserar IUCN arten som livskraftig (LC). Gråhakedoppingen ingår i Agreement on the Conservation of African-Eurasian Migratory Waterbirds (AEWA).
Det finns inget som tyder på att det i någon större utsträckning pågår någon jakt på gråhakedopping. Potentiella hot är miljögifter som tungmetaller och bekämpningsmedel som orsakar minskad häckningsframgång med sterila ägg och äggskal som tunnas ut så att de krossas. Även habitatförstöring och störning från mänsklig aktivitet, exempelvis ifrån vattenrelaterad rekreation, är hot som förekommer på många platser. Dock finns det inga indikationer att denna typ av hot skulle utgöra en signifikant risk för den globala populationen. Det kanadensiska beståndet, som utgör en majoritet av den amerikanska underarten, bedöms exempelvis som stabil eller till och med ökande.

### Status i Sverige
Gråhakedoppingen är fåtalig i Sverige. Beståndet uppskattas till cirka 2600 könsmogna individer. Trots den begränsade populationen anses den vara livskraftig i Sverige och är därmed inte upptagen på Artdatabankens rödlista.